# Bishonen... Beauty
Bishonen... Beauty (Originaltitel chinesisch 美少年之戀 / 美少年之恋, Pinyin Měishàonián zhi Liàn, Jyutping Mei5siu3nin4 zi1 lyun2) ist der neunte Film des hongkong-chinesischen Regisseurs Yonfan. 

## Handlung
Jet ist ein gutaussehender junger Mann (ein so genannter bishōnen) aus Hongkong, der sich das teure Leben in der Großstadt finanziert, indem er sich von anderen Männern aushalten lässt. Während diese Männer sich reihenweise in ihn verlieben, scheint es ihm verwehrt zu bleiben, sich jemals zu verlieben.  Eines Tages jedoch verliebt er sich in einen hübschen Polizisten. Dieser, obgleich selber schwul, lässt allerdings nur eine freundschaftliche Beziehung zu.

## Kritiken
„In seinem ersten Spielfilm erzählt der bekannte Modefotograf Yonfan in wunderschönen Bildern eine Liebesgeschichte mit viel Einfühlsamkeit und Sensibilität. 
Dieser Film ist einfach sehenswert! Und das nicht nur für Fans von romantischen Liebesdramen - der Film hat von allem etwas: große Liebe, Sex, Coming out, Eifersucht, schöne Männer... 
Zum romantischen dahinschwelgen in einer lauen Sommernacht oder einfach was fürs Auge!“

„Dieser romantische und einfühlsame Liebesfilm aus Hongkong erinnert in seinem Erzählfluss oft an Filme wie Wong Kar-wais „Glücklich vereint“. Am Beispiel vom Liebesleben fünf junger Männer, deren Wege sich kreuzen, taucht Regisseur und Ex-Fotograf Yonfan hauptsächlich in die Schwulenszene Hongkongs.“

## Auszeichnungen
Schwulesbisches Filmfestival Mailand, Italien 1999
- Bester Film